# Planisfeer

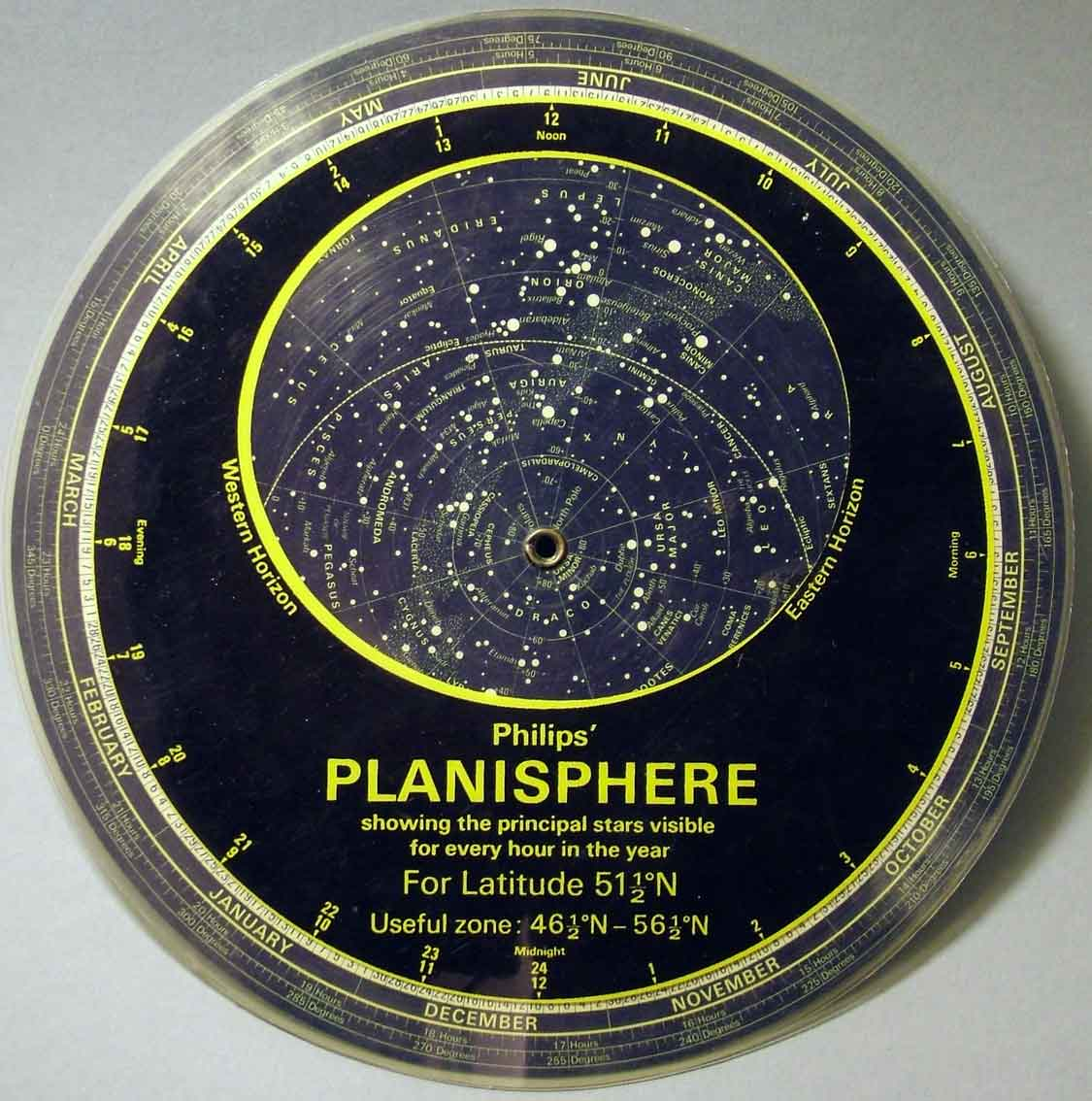
Planisfeer van kunststof. Aan de randen zijn de datum- en tijdschalen zichtbaar.

Een planisfeer of draaibare sterrenkaart is een instrument bedoeld om de sterren en sterrenbeelden mee te leren herkennen. De sterrenkaart is draaibaar bevestigd in de achterplaat van de behuizing. De voorplaat van de behuizing (het dekblad) heeft een ovale uitsparing waardoor het deel van de sterrenkaart te zien is dat correspondert met de sterrenhemel van een bepaald moment. Dit moment stelt men in door de schijf te draaien naar de stand die van toepassing is voor de betreffende combinatie van datum en tijd.
De planisfeer is bestemd voor een bepaalde geografische breedte.
De voorloper van een planisfeer is het astrolabium, dat al bij de oude Grieken bekend was.

## Geschiedenis
Het woord planisfeer (of planisferium) betekent letterlijk "hemelplein": de voorstelling van de sterrenhemel in een plat vlak. De eerste sterrenkaart die de naam planisfeer kreeg, was die uit 1624, van Jakob Bartsch. Bartsch was de schoonzoon van Johannes Kepler, de man van de beroemde wetten die de banen van de planeten beschrijven.

## De sterrenkaart

### Deel van de hemelbol
De sterrenkaart bestemd voor een bepaalde breedtegraad bestrijkt het deel van de hemelbol dat zich altijd of een deel van de tijd boven de horizon bevindt. Voor bijvoorbeeld 51,5° NB is dit in theorie het deel van de hemelbol met declinaties van -38,5° tot 90°. Soms wordt iets minder weergegeven, bijvoorbeeld in dit geval van -30° tot 90°, omdat het deel van de hemel vlak boven de horizon vaak toch niet goed zichtbaar is, en omdat dit deel van de kaart afhankelijk van de projectie of erg vertekend is, of relatief veel ruimte inneemt (zie onder). Anderzijds kan iets meer worden weergegeven om ook nog geschikt te zijn voor nabije breedtegraden.
Alles wat op de kaart staat komt dagelijks boven de horizon, maar voor een deel van de kaart is dat alleen overdag en dus niet of nauwelijks zichtbaar.
Nauwkeurige planisferen geven op de een of andere manier de hemelcoördinaten van het equatoriale coördinatenstelsel weer, dus rechte klimming en declinatie.

### Aanduidingen op de kaart
Door de kleine schaal toont de kaart in beperkte mate wat er in het algemeen op een sterrenkaart staat, zoals:
- sterren vanaf een bepaalde helderheid
- enkele deepskyobjecten
- sterrenbeelden: naam, grenzen, verbindingsstrepen tussen de helderste sterren
- de achtergrondhelderheid van de Melkweg
- equatoriale coördinaten (rechte klimming en declinatie): een gradennet of alleen de hemelequator, enkele assen met schaalverdeling, en een schaalverdeling op de omtrek
- de ecliptica met data waarop de Zon er staat

Objecten die geen min of meer vaste positie hebben, zoals de Maan en planeten, worden uiteraard niet op de kaart aangeduid.

### Projectie
Planisferen zijn, net als alle kaarten, gemaakt volgens een bepaalde projectiemethode. Voor planisferen worden twee methoden gebruikt, waarbij de keuze van de ontwerper voor de vorm en grootte van sterrenbeelden op de kaart bepalend zijn. Een veel gebruikte methode is de polaire azimutale equidistante projectie. Bij deze projectie wordt de hemel vanuit een van de hemelpolen in kaart gebracht (polair), waarbij punten op gelijke afstand van die hemelpool cirkels vormen (equidistant). De cirkels met een declinatie van 60°, 30°, 0° (de hemelevenaar), -30° en -60° worden vaak weergegeven, op gelijke afstanden van elkaar. De verhoudingen in een rechte lijn naar buiten toe zijn dan ook goed, maar haaks daarop (in de richting van de declinatiecirkels) treedt vertekening op. Die vertekening wordt erger naarmate men verder van het middelpunt komt. Het is het enige nadeel van deze projectie.
De stereografische projectie lost dit probleem op. Bij die projectie wordt de afstand tussen de declinatiecirkels steeds groter gemaakt. Hierdoor blijft de vorm gehandhaafd, maar wordt een sterrenbeeld veel te groot. Orion zou ongeveer twee maal zo hoog worden in vergelijking tot sterrenbeelden die dichter bij de hemelpolen liggen. Hetzelfde effect als waardoor Groenland zo enorm groot lijkt op Mercatorkaarten. Als er zeer grote afbeeldingen aan de rand zijn, dan betekent dat ook minder ruimte voor de sterrenbeelden rond de hemelpolen. En juist hoog aan de hemel zijn de sterren het best te zien. Dat is dus juist een reden voor de planisfeerontwerper om te kiezen voor de polaire azimutale equidistante projectiemethode.

## Het dekblad
In verband met de schijnbare dagelijkse beweging is de sterrenkaart draaibaar om de equatoriale hemelpool (op de kaart staat er één, afhankelijk van of de kaart bedoeld is voor een aardse noorderbreedte of zuiderbreedte). Het dekblad bevat een ovale uitsparing waardoor alleen dat gedeelte van de sterrenkaart zichtbaar is dat overeenkomt met het deel van de hemelbol dat op een bepaald moment boven de horizon ligt. Aangezien een siderische dag iets korter is dan een gewone dag geldt een bepaalde stand van de sterrenkaart ten opzichte van het dekblad voor bepaalde combinaties van datum en tijd. De sterrenkaart heeft een schaal voor de datum en het dekblad een schaal voor de tijd, waarbij tijden waarop het altijd licht is vaak niet zijn aangegeven. De gewenste datum moet tegenover de gewenste tijd geplaatst worden. Daarbij moet zo nodig gecorrigeerd worden voor zomertijd.
De uitsparing is breder dan hoog. Aan de onderkant komt deze tot de onderkant van de kaart, en aan de bovenkant tot een stuk onder de bovenkant van de kaart (of omgekeerd, maar in het vervolg wordt hiervan uitgegaan). De draaiingsas, die zich uiteraard in het midden van de gehele kaart bevindt, bevindt zich dus dichter bij de bovenrand van de uitsparing dan bij de onderrand. 
De rand van de uitsparing vormt de horizon. Bij de rand staan op het dekblad de windrichtingen vermeld. Bij een planisfeer voor een noorderbreedte staat het noorden boven en het zuiden onder, maar de windrichtingen zijn niet gelijkmatig verdeeld: het oosten staat linksboven en het westen rechtsboven.
Het geheel moet zo gedraaid worden dat de windrichting waarin men kijkt onderaan staat. De onderste helft van wat men dan door de uitsparing ziet correspondeert met wat men schuin naar boven kijkend voor zich ziet, de bovenste helft is immers bedoeld om omgekeerd te bekijken, en correspondeert dan met wat men ziet als men zich heeft omgedraaid.

## Varianten
Sommige zeer dure planisferen hebben meerdere bovenschijven, zodat deze gewisseld kunnen worden, of hebben een bovenschijf met meerdere horizon-lijnen, voor meerdere geografische breedten.
Sommige planisferen hebben een aparte wijzer met de declinatie, die rond hetzelfde middelpunt draait als de bovenschijf. Sommige planisferen hebben een declinatieverdeling op de bovenschijf gedrukt, langs de lijn die noord en zuid langs de horizon verbindt. De rechte klimming wordt aangegeven aan de buitenrand, waar ook de datumcirkel zich bevindt.

## Gebruik op een andere breedtegraad
Als een planisfeer op een andere breedte gebruikt wordt dan waarvoor deze is ontworpen, dan zijn laag boven de horizon sterren te zien die niet op de kaart staan. De hele kaart zou eigenlijk als het ware iets moeten opschuiven. Dat is voor een betaalbare planisfeer moeilijk. Om de sterrenhemel in een ander gebied goed te kunnen bestuderen zal een planisfeer voor dat gebied gebruikt moeten worden.
Nu is het zo dat over het algemeen vlak boven de horizon niet zoveel te zien is, door heuvels, bossen, bebouwing, of gewoon doordat de atmosfeer waardoorheen gekeken moet worden te dik is en weinig sterlicht doorlaat. Zeker in de 5° vlak boven de horizon zijn nauwelijks sterren te zien. Vandaar dat een speling van 5° ten opzichte van de ontwerpbreedte geen probleem is. Met andere woorden: van +5° tot -5° van de ontwerpbreedte is de planisfeer nog steeds zeer nauwkeurig. In het voorbeeld (50° NB) is dat dus van 45° (Midden-Frankrijk) tot 55° NB (Noord-Denemarken).